# Attacco princeton
Nella pallacanestro l'attacco Princeton o Princeton Offense come spesso viene definito usando la dizione inglese, è uno schema offensivo che prevede un continuo movimento dei giocatori, passaggi, tagli backdoor e un disciplinato lavoro di squadra. Tale tattica è stata usata e perfezionata da Pete Carril all'Università di Princeton, da cui questo attacco prende il nome.
L'attacco Princeton richiede cinque giocatori che siano bravi nei passaggi, nel tiro e nel palleggio. In questo sistema i ruoli - ad eccezione del centro - non sono ben definiti.
L'attacco inizia con quattro giocatori fuori dall'arco del tiro da tre punti e uno, il centro posizionato sulla linea di tiro libero, in modo da liberare spazio sotto canestro, la palla è tenuta in movimento finché non si crea l'occasione, tramite un dai-e-vai, un pick and roll (gioco a due fra piccolo e lungo) o un taglio backdoor, per un giocatore di avvicinarsi a canestro ed eseguire un tiro da sotto. È importante avere un centro capace di servire i compagni che "attaccano" il canestro o si liberano per un tiro da fuori, e che sia anche un buon tiratore dalla lunga distanza.
La soluzione tipica prevede un passaggio backdoor, dove il giocatore in posizione di ala si muove velocemente verso il canestro, riceve un passaggio di prima intenzione da una guardia sul perimetro e si trova la strada libera verso il canestro. In alternativa, se la squadra avversaria occupa l'area per evitare i tagli, si libera spazio sul perimetro, per questa ragione l'attacco predilige un quintetto di buoni tiratori dalla lunga distanza.
L'attacco Princeton di solito si sviluppa lentamente a causa della lunga serie di passaggi che lo apre, e viene spesso usato da squadre che affrontano avversari di livello superiore così da abbassare il ritmo e limitarne la superiorità tecnica. In questo sistema la componente atletica è meno importante rispetto al buon gioco di squadra e alla precisione al tiro. 
Oltre a Carril, che ha ottenuto buoni risultati pur non disponendo di grandi individualità, hanno utilizzato questo sistema John Thompson III alla Georgetown University e nella NBA Rick Adelman, che con i Sacramento Kings ha raggiunto due volte le finali di Western Conference.